# Maxime McKinley
Maxime McKinley, né à Sherbrooke en 1979, est un compositeur et écrivain québécois.

## Biographie
Prix avec grande distinction en composition du Conservatoire de musique de Montréal en 2004, sous Michel Gonneville, il complète un doctorat à l'Université de Montréal sous la direction d'Isabelle Panneton. Il est lauréat de nombreux prix, dont le Prix d'Europe de composition 2009 (Prix Père-Fernand-Lindsay), onze prix au concours national Jeunes compositeurs de la Fondation SOCAN (dont le Grand Prix John-Weinzweig ex-aequo en 2011), le Prix collégien de musique contemporaine (2011), ainsi que du concours de composition de l’OUM (2005) et du TSYO Canadian Composer’s Competition (2006). Conférencier, portant sur l'importance de la réflexion sur l’art, il est lauréat du concours de conférence Présences de la musique, organisé par la Société québécoise de recherches en musique (2001). Également auteur, il a publié des textes au Québec et en France, notamment dans les revues Circuit - dont il est le directeur administratif et le secrétaire de rédaction - et Le Quartanier. Il sera compositeur en résidence à la Chapelle historique du Bon-Pasteur pour les saisons 2011-2012 et 2012-2013.
Sa série d'œuvres Wirkunst - mot-valise avec les mots allemands wir (nous), Kunst (art) et qui ressemble au mot wirkung (impression) - s'est inspirée, dans une veine postmoderne, des univers d'artistes tels que Riopelle, Kundera, Yourcenar, Lorca, Fellini ou Nijinski.

## Liste de Compositions
- Hommage à Louis C. Tiffany (2011)
- Postseason (2010)
- Mauricio (2010)
- Mandala (2010)
- Territoire lune (2009)
- Re : ...être cela même... (2002 / 2009)
- La voix de Perceval (2009)
- Concerto Fisher-Price (2008-2009)
- Sorciers manga (2008)
- Wirkunst-Nijinski (2007)
- Wirkunst-Yourcenar (2007)
- Wirkunst-Lorca (2004, rév. 2007)
- Transports (2007)
- Wirkunst-Gómez (2006)
- Wirkunst-Pellan (2006)
- Wirkunst-Kundera (2004-2006)
- Les testaments trahis (Wirkunst-Kundera II) (2005-2006)
- Wirkunst-Fellini (2005)
- Wirkunst-Forum (2004-2005)
- La vie est ailleurs (Wirkunst-Kundera I) (2003-2004)
- Quatre miroirs-loukoum précédés par Le salon (2003)
- Tombeau de Dietrich Buxtehude (2003)
- Devri Kebir l’inventeur (2002)
- …être cela même… (2002)
- Zénon l’alchimiste (2001-2002)
- Le Taureau bleu (2001)
- Zénon l’alchimiste (2001)
- Hommage à Jean-Paul Riopelle (2000)
- Microscopie d’étoiles (2000)
- Solspic (1999)
- Intermittences cérébrales et/ou rotor cervical (1999)
- Katégémon-Proposis (1998)
- Figures de Sable (1998)